# Фліп (коктейль)
Фліп — належить до класу змішаних напоїв. Згідно з Оксфордським словником англійської мови, цей термін вперше був використаний у 1695 році для опису суміші пива, рому та цукру, нагрітою розпеченим до червоного залізом («Таким чином, ми живемо на морі; їмо печиво, а п’ємо фліп»).  Залізо викликало спінювання напою, і це спінювання (або «перевертання», англ. «flipping») дало назву напою. Згодом додавали яйця і збільшували частку цукру, пиво виключили з рецепта, а напій перестали подавати гарячим. 
Перша згадка про фліп була у барному довіднику «Як змішувати напої» Джеррі Томаса 1862 року; або Супутник Бонвівана. У цій праці Томас пише, що: «Основним у всіх видах фліпів є створення м’якості шляхом багаторазового переливання назад і вперед між двома посудинами, добре збивання яєць та додавання підсолоджувачів і спецій відповідно до смаку». 
З часом різниця між Ег-ногом (алкоголь, яйця, вершки, цукор і спеціями) і фліпом (алкоголь, яйця, цукор, спеції, але без вершків) поступово було закріплено в довідниках барів США. В останні десятиліття в путівниках для барів почали вказувати наявність вершків у фліпі як необов’язкову складову.

## Історія
Гарячий напій, відомий як фліп, з якого виник сучасний коктейль, вже існував з кінця 1600-х років, спочатку в колоніальній Америці та належав до різновиду "Напоїв моряків" англ."Sailors Drink".  Це був дуже популярний напій в англійських та американських тавернах до 19 століття.   Фліп мав безліч різновидів, оскільки кожна таверна мала свій рецепт. В основному це був гарячий ель з додаванням рому або бренді, цукру, спецій (майже завжди тертого мускатного горіха) і свіжих яєць.   Існували деякі помітні варіації, такі як Sailor's Flip без елю або безалкогольний Egg-Hot. 
Напій розігрівали (і, таким чином, готували), спочатку поміщаючи його пивний компонент у посудину біля вогню. Коли гарячий ель наближався до кипіння, його переносили в глечик і з’єднували з яйцями та іншими інгредієнтами. Інший глечик використовувався для переливання рідини туди-сюди (звідси й назва фліп ("перевертання"), доки напій не ставав одноріднним.   Потім напій подавався в чашці або кухлі, а закінчувався процес приготування за допомогою спеціальної залізної кочерги, яка називалася фліпдог (flipdog), хоттл (hottle) або тодді-род (toddy rod). Металевий прут (кочерга) нагрівали на вогні до червоного розжарення, а потім занурювали в чашу фліпа. Розпечене залізо ще більше розм’якшувало і спінювало напій, надавши йому трохи гіркуватий, горілий смак. 
Логгерхед — це спеціальний пристрій, який спочатку використовувався як хот-род до того, як з нього розвинувся спеціально виготовлений фліпдог або тодді-род. Це був вузький шматок заліза близько трьох футів завдовжки зі злегка випуклою головкою розміром із маленьку цибулину, яку використовували для розігрівання дьогтю чи смоли, щоб зробити її більш пластичною. 
Фліп згадується в книзі Чарльза Діккенса «Наш спільний друг» 1864 року під час опису таверни "Братство шести веселих вантажників" (англ. Six Jolly Fellowship Porters). 
Фліп є головним напоєм в щорічній зимовому фестивалі рубання дров у фільмі-комедії Гаррієт Бічер-Стоу 1869 року Oldtown Folks, яка ілюструє культуру Нової Англії (зокрема Массачусетсу) близько 1820 року. Простий дроворуб, «старий Гебер Етвуд», п’є з кухля фліп , а Дікон — із склянки-тумблера.  Фліп подається всім жителям міста разом із тістечком і сиром. 

Рецепт старого напою описано в «Оракулі кухаря» (1822): 
Щоб приготувати кварту фліпа:— Поставте ель на вогонь, щоб він підігрівся, збийте три-чотири яйця з чотирма унціями вологого цукру, чайною ложкою тертого мускатного горіха чи імбиру та чвертю старого доброго рому чи бренді.

 Коли ель майже закипить, помістіть його в один глечик, ром і яйця тощо. в інший;— обертайте його з одного глечика в інший, доки воно не стане гладким, як крем.
Холодний фліп вперше згадується в 1874 році в книзі Е. А. Сіммонса The American Bar-Tender; або Мистецтво і таємниця змішування напоїв, а потім посібник Джеррі Томаса в 1887 році.  

## Рецепти Фліпа від Джеррі Томаса (1887)
Рецепти приготування фліпа, що містяться в книзі Джеррі Томаса 1887 року:
- Cold Brandy Flip – бренді, вода, яйце, цукор, тертий мускатний горіх
- Cold Rum Flip – заміна ямайського рому
- Cold Gin Flip – заміна голландського джину
- Cold Whisky Flip – заміна Бурбону або житнього віскі
- Port Wine Flip – замінник портвейну
- Sherry Wine Flip – заміна хересу
- Hot Brandy Flip – бренді, цукор, яєчний жовток, гаряча вода, тертий мускатний горіх
- Hot Rum Flip – заміна ямайського рому
- Hot Whisky Flip – заміна віскі
- Hot Gin Flip – заміна голландського джину
- Hot English Rum Flip – ель, витриманий ром, сирі яйця, цукор, тертий мускатний горіх або імбир
- Hot English Ale Flip – те саме, що й ромовий фліп, без рому та менше яєчного білка
- Sleeper (засипка) – витриманий ром, цукор, яйце, вода, гвоздика, коріандр, лимон